# Broken Flowers (singolo)
Broken Flowers è un singolo di Danny L Harle del 2013.

## Composizione e pubblicazione
La traccia venne scritta nel 2013, quando il produttore Enchanté invitò Harle a trasmettere musica di altri artisti in una galleria d'arte di Stroud, nel Regno Unito. In tale circostanza però, Harle decise invece di comporre una traccia leggera intitolata Broken Flowers. Alla fine del 2015, fu ripubblicato il singolo Broken Flowers e un EP omonimo che contiene la traccia.

## Descrizione
Broken Flowers presenta un accompagnamento vocale, risente l'influsso della musica pop e ed eurodance, presenta gli arpeggi della musica trance, una linea di basso per organo e sintetizzatori che rievocano la musica di Kōji Kondō e Nobuo Uematsu.

## Accoglienza
Benché l'artista inglese non la apprezzasse (la definì "inutile", e disse di averla voluta realizzare "nel modo più convenzionale possibile"), Broken Flowers fu accolta positivamente dalla stampa e dalla critica, che la apprezzarono per la sua struttura delle rime. La traccia fu anche inserita al settantanovesimo posto della classifica dei "migliori brani del decennio" stilata nel 2014 di Fact. In seguito alla sua ripubblicazione nel 2016, il brano si piazzò alla posizione numero 43 delle Billboard Emerging Artists Chart e apparve nella A List delle playlist radiofoniche di BBC Radio 1.

## Tracce
1. Broken Flowers – 5:06